# Marie-Annonciade de Bourbon-Siciles
 (octobre 2008).
Si vous disposez d'ouvrages ou d'articles de référence ou si vous connaissez des sites web de qualité traitant du thème abordé ici, merci de compléter l'article en donnant les références utiles à sa vérifiabilité et en les liant à la section « Notes et références ».
Marie Annonciade Isabelle Philomène Sabazie des Deux-Siciles (en italien : Maria Annunziata delle Due Sicilie), née à Caserte le 24 mars 1843, décédée à Vienne le 4 mai 1871 est un membre de la Maison royale des Deux-Siciles devenue archiduchesse d'Autriche par mariage et notamment mère  de l'archiduc François-Ferdinand d'Autriche. 

## Biographie
Fille de Ferdinand II des Deux-Siciles, le "Re Bomba" qui réprima violemment les révoltes de 1848, et de Marie-Thérèse de Habsbourg-Lorraine-Teschen, la princesse Maria-Annunziata perdit son père en 1859 et son demi-frère monta sur le trône sous le nom de François II des Deux-Siciles. L'année suivante, les troupes de Garibaldi envahirent le royaume qui fut bientôt rattaché au nouveau royaume d'Italie, et la princesse se réfugia avec sa famille à Rome dans les États du pape.
Alors que ses deux frères aînés avaient épousé deux sœurs de l'impératrice d'Autriche, Marie-Annonciade des Deux-Siciles épousa à dix-neuf ans, le 16 octobre 1862, l'archiduc Charles-Louis, frère de l'empereur d'Autriche François-Joseph Ier qui, à vingt-neuf ans, était déjà veuf de la duchesse Marguerite de Saxe (1840 – 1858) mais n'avait pas d'enfants.
Quatre enfants sont issus de cette union :
- François-Ferdinand (1863 – assassiné en 1914) héritier du trône en 1896, contracta une union morganatique en 1900 avec Sophie Chotek de Chotkowa et Wognin (1868-1914);

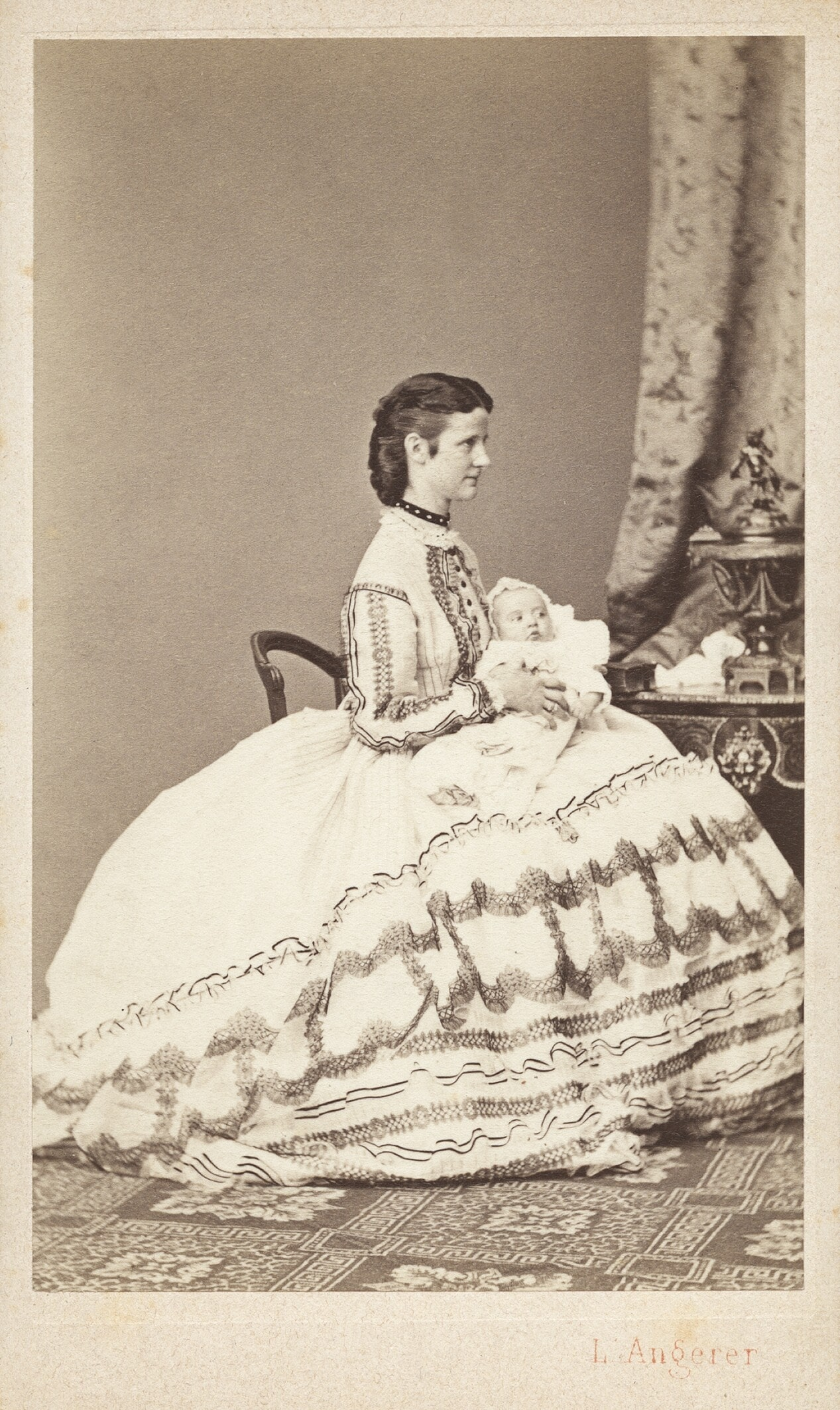
Marie-Annonciade des Deux-Sicile et son fils Otto. Tirage par Ludwig Angerer, 1865.

- Marie-Annonciade des Deux-Sicile et son fils Otto. Tirage par Ludwig Angerer, 1865.Otto (1865 – 1906) en 1886 il épousa Marie-Josèphe de Saxe (1867 – 1944) tout en menant une vie des plus débauchées ;
- Ferdinand (1868 – 1915), en 1909 il épousa sa maîtresse Berthe Czuber (sans postérité). Il fut exclu de la Maison impériale, démis de ses titres et dignités et dut changer de nom. Il se fit appeler Ferdinand Burg ;
- Marguerite (1870 – 1902), en 1893 elle épousa Albert de Wurtemberg (1865 – 1939), d'où postérité.

La tuberculose emporta l'archiduchesse l'année suivante, à l'âge de vingt-huit ans. L'archiduc, deux fois veuf, épousa en 1873 Marie-Thérèse de Bragance.